# Ceratina daressalamica
Ceratina daressalamica är en biart som beskrevs av Embrik Strand 1912. Ceratina daressalamica ingår i släktet märgbin, och familjen långtungebin. Inga underarter finns listade i Catalogue of Life.